# Parco naturale del Colle del Lys
Il parco naturale del Colle del Lys è un'area naturale protetta situata nei comuni di Rubiana e di Viù, nella città metropolitana di Torino, in Piemonte.

## Territorio
Il parco naturale comprende i versanti nord-occidentale e sud occidentale dal monte Arpone, a est del Colle del Lis (1.310 m) e a monte della strada di accesso al santuario della Madonna della Bassa (1.157 m), che ne rappresenta l'estremo limite meridionale. La riserva si estende su una superficie di 361,70 ha a quote comprese tra i 1.013 e i 1.602 m.
Il parco naturale è stato istituito nel 2004 ed è amministrato dalla città metropolitana di Torino. In borgata Favella di Rubiana è situato il centro visite (o "Casa del Parco"). Il suo inserimento nel sistema delle aree protette regionali del Piemonte ha recepito una politica di tutela avviata con l'istituzione, da parte della provincia di Torino, di un parco pubblico montano.

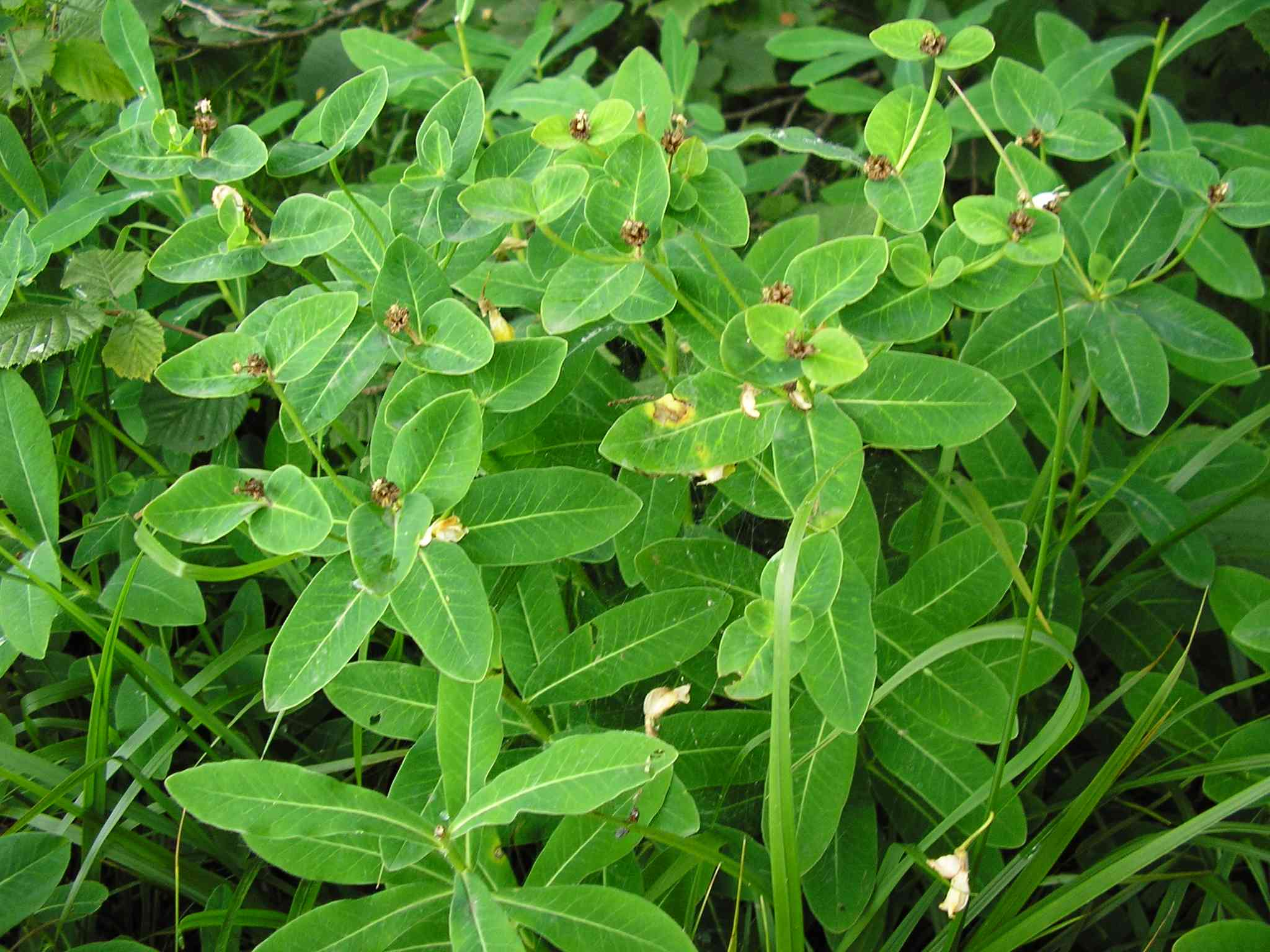
Euphorbia gibelliana

## Morfologia e vegetazione
Le pendici del monte Arpone incluse nel parco si presentano piuttosto ampie e arrotondate e sono cosparse di massi. Il substrato roccioso, composto da rocce ultrabasiche, è colonizzato da brughiere e bassi cespuglieti alternati a boschi non troppo fitti in cui predominano il larice, l'abete rosso e il faggio (alle quote meno elevate). Altre conifere presenti sono il pino silvestre e numerose colonie di pino mugo in forma di arbusti. Tra le latifoglie non mancano la betulla, il maggiociondolo, il sorbo montano e il sorbo degli uccellatori.
La zona fu interessata nel corso del Novecento da lavori di rimboschimento e miglioramento forestale operati dal Corpo forestale dello Stato con estesi piantamenti di conifere, in particolare di pino nero.

## Flora e fauna
Nella zona settentrionale del parco si trova una delle pochissime stazioni note di un raro endemismo vegetale, l'Euphorbia gibelliana Peola, presente anche nella non lontana Riserva naturale integrale della Madonna della Neve sul Monte Lera.
La fauna è quella tipica della zona montana con la vistosa presenza di ungulati quali caprioli, cinghiali e camosci. I mufloni sono una presenza occasionale, trattandosi di una specie originaria della Sardegna che è stata introdotta negli anni Ottanta nelle Valli di Lanzo. 
L'avifauna è particolarmente ricca in quanto il sito è attraversato da un'importante rotta migratoria.

## Storia
La zona ha avuto una particolare importanza per la Resistenza italiana durante la seconda guerra mondiale. In particolare, attorno al Colle del Lis si è svolta, tra il 1º e il 2 luglio 1944, una battaglia tra i partigiani della 17ª Brigata Garibaldi e le truppe nazifasciste, al termine della quale ventisei giovani partigiani vennero catturati, torturati e trucidati sul posto.
Nel 2000, in un edificio accanto al bar posto sul piazzale del Colle, è stato allestito l'ecomuseo della Resistenza, visitabile nei periodi primaverile ed estivo.
Tutti gli anni, la prima domenica di luglio, c'è una manifestazione al Colle del Lys in memoria dei 2024 partigiani caduti durante il rastrellamento dei nazifascisti il 2 luglio del 1944. 

## Tradizioni
Al santuario della Madonna della Bassa salgono annualmente tre processioni, a giugno, agosto e settembre; quella di agosto parte da Mompellato ed è la più importante.

## Fruizione
Nel territorio del parco insistono alcuni itinerari escursionistici e una breve pista da fondo che dal Colle del Lis si dirige verso il Colle della Portia. La salita al monte Arpone, con neve abbondante e bene assestata, è facilmente effettuabile con le ciaspole.

## Strutture ricettive
- Albergo Belvedere
- Bar La Pineta
- Rifugio Colle del Lys
- Hotel dei Rododendri (Bertesseno-Viù)